# Зенит-4
Зени́т-4 — малоформатный однообъективный зеркальный фотоаппарат с центральным залинзовым затвором и сменными объективами, выпускавшийся серийно с 1964 по 1968 год на Красногорском механическом заводе. Первый зеркальный фотоаппарат КМЗ со встроенным экспонометром, впервые в СССР сопряжённым с органами управления и поддерживающим полуавтоматическое управление экспозицией. Базовая модель одноимённого семейства, включавшего также аппараты «Зенит-5», и «Зенит-6». 
«Зенит-6» штатно комплектовался первым советским фотозумом «Рубин-1Ц». Ещё один фотоаппарат этой линейки под названием «Зенит-11» был прототипом «Зенит-4» без экспонометра. Серийно камера не выпускалась, и впоследствии этот индекс присвоен совершенно другой модели.

## Историческая справка
К началу 1950-х годов резервы совершенствования шторного затвора считались исчерпанными, и конструкторы стали отказываться от него в пользу лепесткового. Последний был лишён таких недостатков, как временной параллакс и неравномерность экспозиции вдоль кадра из-за разгона шторок. Тенденция ускорилась появлением электронных фотовспышек, с которыми центральный затвор синхронизируется на любых выдержках. Дополнительным фактором стало удобство реализации модного в те годы принципа световых чисел, а также экспоавтоматики. Первыми идею установки лепесткового затвора в однообъективную «зеркалку» реализовали западногерманские инженеры в попытке остановить японскую экспансию на рынке фототехники.
Contaflex, выпущенный Zeiss Ikon в 1953 году, был хорошо встречен фотолюбителями и быстро стал предметом многочисленных подражаний. В следующих моделях 1956 года появилась возможность замены передней половины объектива, расположенной перед затвором. Известны камеры (например, Kowa SE) с афокальными насадками на несъёмный объектив с междулинзовым затвором. Фотоаппарат и всё семейство «Зенит-4» созданы в русле другой немецкой тенденции, реализованной фирмами Voigtländer, Futura и Topcon. Объективы этих фотоаппаратов располагались перед залинзовым центральным затвором и менялись целиком. Группа разработчиков под руководством Григория Дорского взяла за основу камеру Bessamatic и оптическую конструкцию её объективов. Основные принципиальные решения заимствованы у немецкого аналога, но в целом фотоаппарат оригинален и по ряду возможностей даже превосходит прототип. 
От «Бессаматика» унаследован популярный в те годы «байонет Декеля» DKL, хотя его рабочий отрезок и был удлинён с 44,7 до 47,58 миллиметров. Узел такого байонета кроме крепления объектива включал также сам затвор и приводы управления прыгающей диафрагмой. Благодаря сложным зубчатым передачам, кольца выдержек затвора и диафрагмы объектива связаны с экспонометром и друг с другом, образуя суммирующее устройство выбора наиболее выгодной экспопары при механической автоматизации соблюдения закона взаимозаместимости. Относительное положение колец выдержки и диафрагмы синхронизировано, обеспечивая постоянное соответствие сочетаний обоих параметров выбранному экспозиционному числу. В 1965 году к производству подготовлена линейка сменных объективов серии «Ц» с прыгающей диафрагмой, специально разработанных в ГОИ для камер с залинзовым затвором.

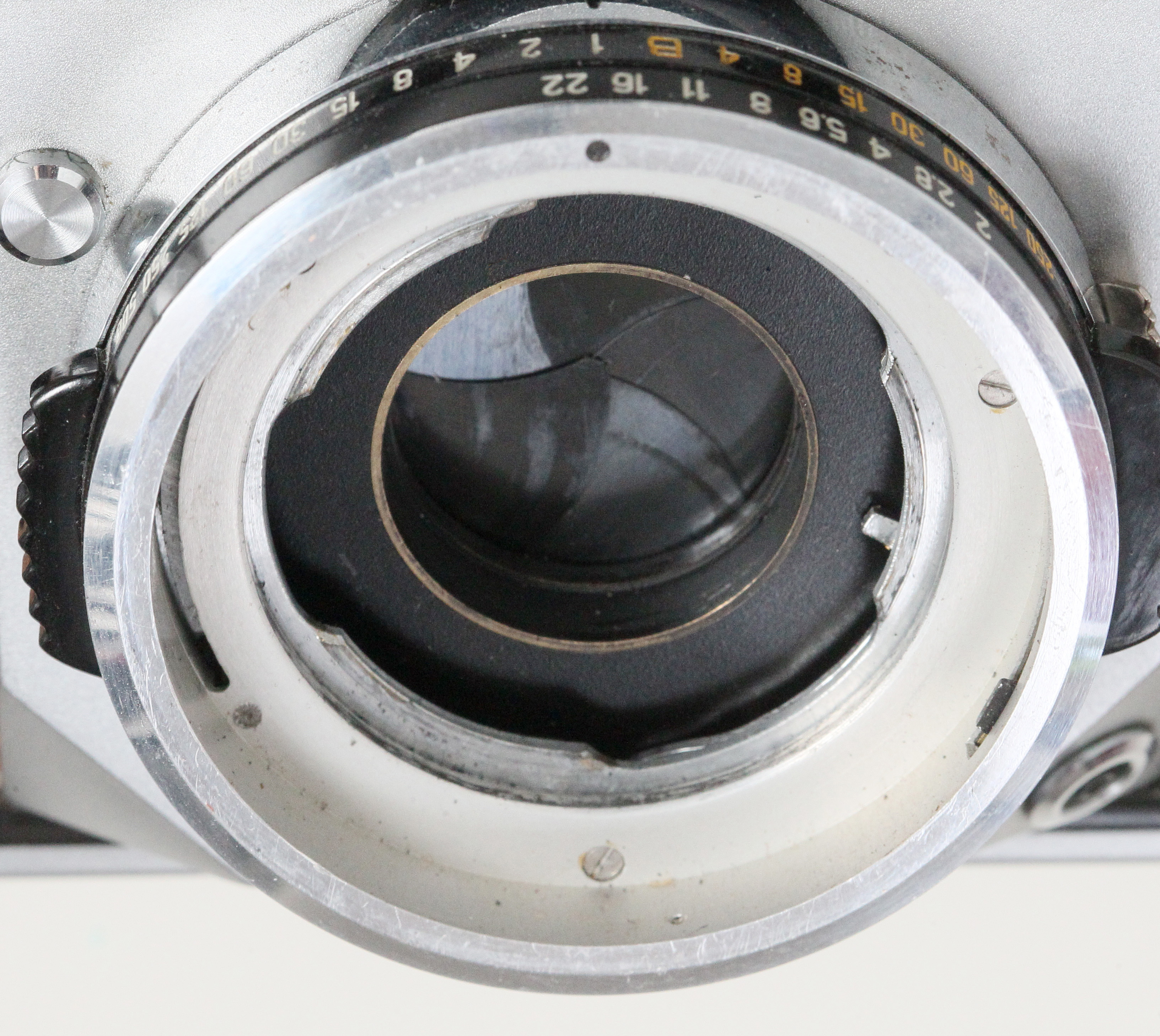
Узел крепления объектива с байонетом «Ц», центральным затвором и механизмом управления диафрагмой

К моменту выхода советского семейства «Зенит-4», большинство производителей убедились в том, что недостатки залинзового затвора неустранимы и сводят на нет основные преимущества однообъективного зеркального фотоаппарата. Главной проблемой оказалось серьёзное ограничение светосилы и диапазона фокусных расстояний сменной оптики из-за риска виньетирования на коротких выдержках. Абсолютно равномерную экспозицию по всему кадру способны обеспечить только апертурные затворы, установленные между линз вплотную к диафрагме. Но такое расположение исключает замену объектива отдельно от затвора. Поэтому, как и у большинства иностранных 35-мм аналогов, затвор «Зенита-4» размещён сразу за последней линзой объектива. Для уменьшения виньетирования затвором вся сменная оптика конструировалась специально: её выходной зрачок рассчитывался предельно малым, снижая доступную светосилу. 
Недопустимость большого зазора между задней линзой и затвором ограничивала выдвижение объектива, и даже штатная «Вега-3Ц» из-за этого не фокусировалась ближе 1 метра, исключая съёмку крупных планов. По той же причине макросъёмка оказалась возможной только с насадочными линзами. Внедрение зеркала постоянного визирования в камерах с центральным затвором оказалось затруднительным из-за особенностей их механики. В результате, фотоаппарат превосходил более простые и надёжные дальномерные камеры только отсутствием параллакса видоискателя, утратив все остальные преимущества «зеркалки». Как и иностранные аналоги, «Зениты» с центральным затвором оказались в несколько раз сложнее, чем обычные зеркальные фотоаппараты, и гораздо чаще ломались. Вместе со сложностью выросла и цена: «Зенит-4» продавался за 250 рублей, вдвое дороже своего высококлассного предшественника «Старт» с фокальным затвором. При этом, сменные объективы, как и адаптер для оптики от резьбовых «Зенитов», промышленностью так и не были освоены. Поэтому выпуск самой массовой 4-й модели ограничился тиражом всего 19 740 штук. 
В 1968 году вся линейка снята с производства, а вместо неё начали выпускать более перспективный «Зенит-7» со скоростным фокальным затвором. В дальнейшем КМЗ больше не возвращался к центральному затвору в зеркальных фотоаппаратах. Совершенствование малоформатных «зеркалок» во всём мире пошло по пути внедрения появившегося в 1960 году в Японии ламельного затвора с высоким световым КПД. Использование центрального затвора оказалось оправданным только при его установке между линзами в каждый сменный объектив. Такой принцип, хорошо зарекомендовавший себя ещё в пресс-камерах, получил развитие в более дорогой среднеформатной зеркальной аппаратуре, например Hasselblad и Mamiya.

## Особенности конструкции
Кроме нетипичного для однообъективных «зеркалок» центрального затвора, «Зенит-4» обращает на себя внимание рядом других особенностей, прежде не встречавшихся в советских фотоаппаратах:
- Кадр отображается видоискателем практически полностью. По этому параметру камеры семейства превосходят все советские «зеркалки»[44]. Площадь матового стекла составляет 96% площади кадра на плёнке (23,2×35,6 мм)[45];

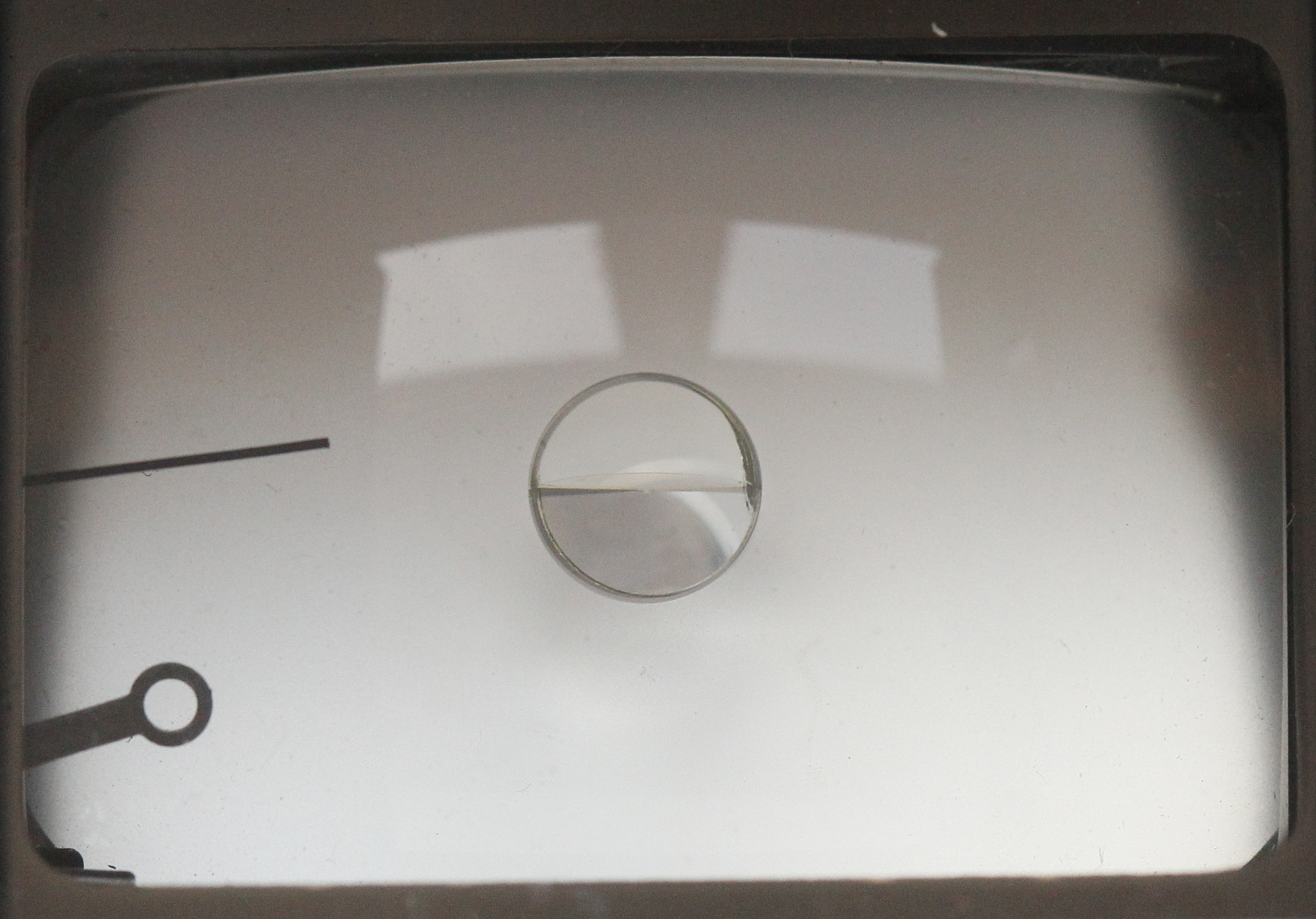
Стрелки экспонометра в поле зрения видоискателя. Для получения правильной экспопары нужно совместить отверстие широкой стрелки с тонкой стрелкой гальванометра

- Стрелки экспонометра расположены в поле зрения видоискателя, позволяя управлять экспозицией, не отрывая взгляд от окуляра[46];
- Вместе с байонетом Deckel позаимствован механизм обозначения границ глубины резкости подвижными флажками на оправе объектива[47];
- Роль спусковой кнопки выполняет клавиша. При этом с противоположной от неё стороны имеется гнездо для спускового тросика;
- Кроме стандартных кассет тип-135 фотоаппарат поддерживал кассеты от «Зоркого-6» с подпружиненным флокированным устьем. При закрывании задней стенки её специальный выступ поворачивал внутренний цилиндр кассеты, приоткрывая устье для свободного прохода плёнки[24]. Для камеры «Зенит-5», чувствительной к усилию протяжки, эти кассеты были обязательны;
- Обратная перемотка плёнки с помощью рулетки, а не цилиндрической головки. Рулетка расположена в необычном месте: на боковой стенке камеры;
- Автоматический счётчик кадров, сбрасывающийся на «0» при открывании задней стенки[48];
- Стеклянный прижимной столик, практически не изнашивающийся и не царапающий плёнку[* 6];
- В линейке сменной оптики присутствовал первый в СССР зум-объектив «Рубин-1», не выпускавшийся для других типов зеркальной аппаратуры[49];

Кроме того, пентапризма фотоаппарата выполнена съёмной, позволяя использовать светозащитную шахту для визирования под углом. Такое устройство, характерное для профессиональной аппаратуры, в СССР было реализовано до этого только в камерах «Старт» снятых с производства ради запуска линии «Зенит-4».

### Порядок работы затвора
Особенность затвора «Зенит-4» заключается в наличии у него двух независимых приводов лепестков. Кроме основного привода от рабочей пружины предусмотрен вспомогательный, открывающий и закрывающий лепестки для работы зеркального видоискателя. 

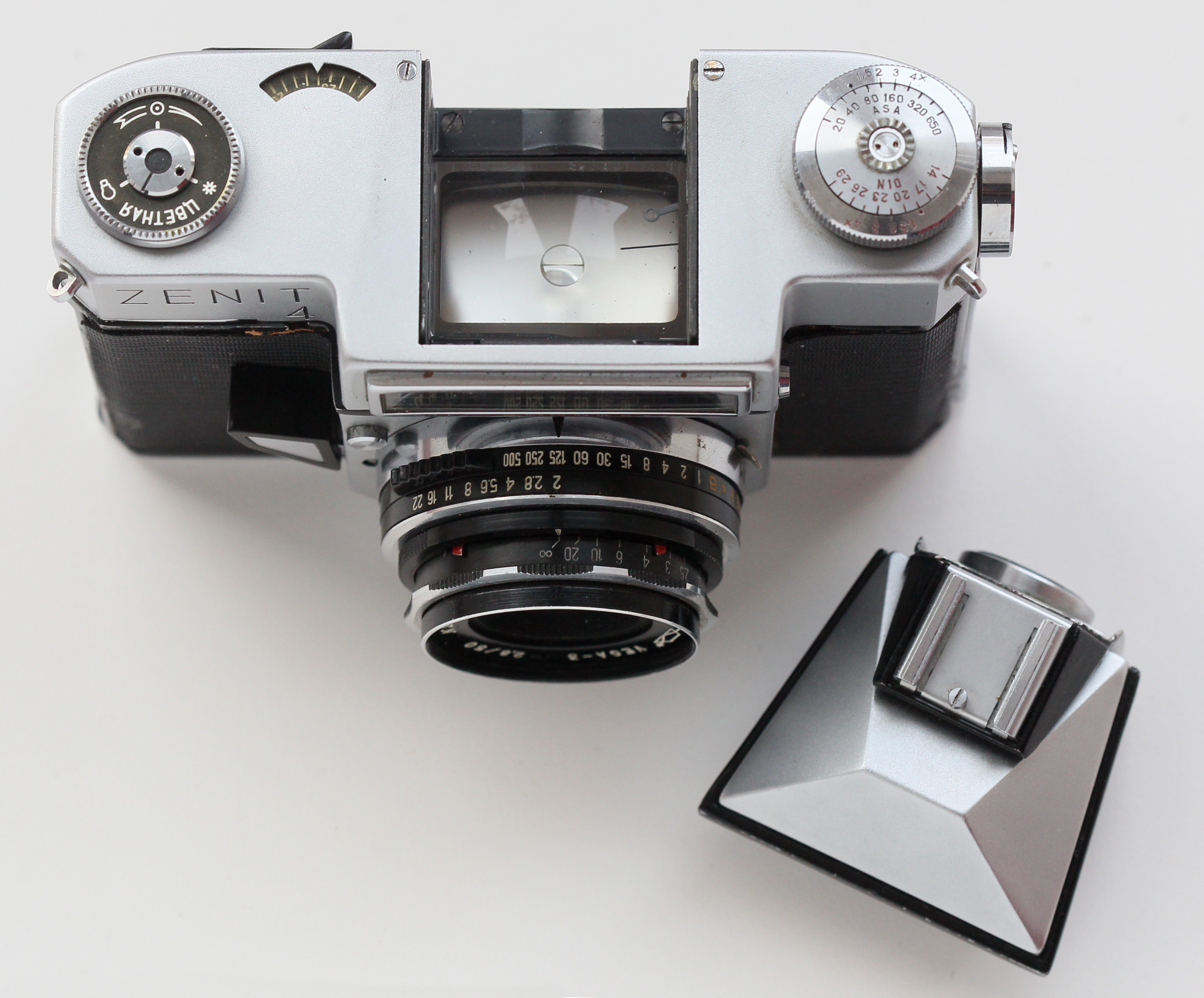
«Зенит-4» со снятой пентапризмой

При взводе затвора и переводе плёнки кадровое окно закрывается шарнирно подвешенной под зеркалом металлической заслонкой. Зеркало опускается в рабочее положение, а лепестки центрального затвора раскрываются вспомогательным приводом, одновременно открывающим прыгающую диафрагму. Таким образом, свет получает доступ через объектив в видоискатель, а плёнка защищена заслонкой от засветки. Фотограф может производить визирование, кадрирование, фокусировку и полуавтоматическое управление экспозицией, не отрывая глаз от окуляра. 
Для выбора правильной экспозиции на верхнем щитке установлена цилиндрическая головка, кинематически соединённая через суммирующий механизм с диафрагмой и затвором. Её вращением находят положение, при котором две стрелки в поле зрения видоискателя совмещаются друг с другом. В этот момент кольца выдержки и диафрагмы автоматически занимают положения, соответствующие правильной экспопаре. Сочетание параметров может быть изменено поворотом кольца выдержек, но при этом экспозиция остаётся неизменной, благодаря синхронному вращению кольца диафрагмы. 
Всё это время центральный затвор находится в режиме визирования с полностью открытыми лепестками. После нажатия на спусковую кнопку он переводится в режим съёмки: лепестки закрываются, и запускается механический таймер, задающий временной интервал для срабатывания остальных механизмов перед запуском рабочей пружины. За время работы таймера прыгающая диафрагма закрывается до рабочего значения, а зеркало и заслонка поднимаются, открывая кадровое окно. Затем срабатывает рабочий привод лепестков затвора, задающий выдержку. 
Из-за сложного и длинного порядка взаимодействия механизмов, лаг затвора «Зенита-4» и других фотоаппаратов семейства был самым большим из всей советской зеркальной аппаратуры. В результате, для спортивной фотографии камера, как и её иностранные аналоги, оказалась малопригодна.

## «Зенит-5»

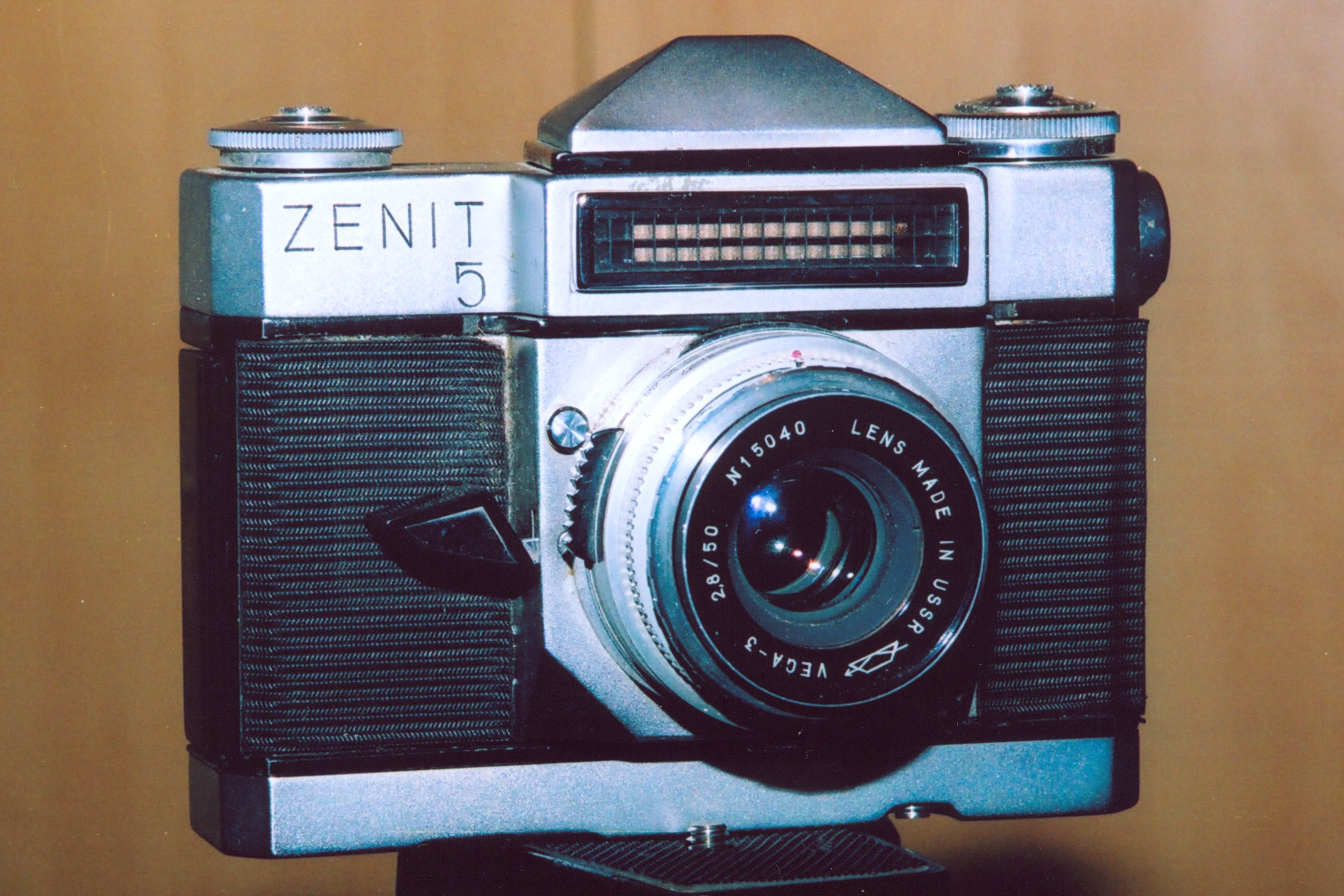
Фотоаппарат «Зенит-5»

Почти полностью аналогичен «Зениту-4», но в отличие от него имеет встроенный электропривод перемотки плёнки и взвода затвора. Впервые в мире вместо приставного мотора использован встроенный в корпус электродвигатель. Мотор питается от четырёх дисковых никель-кадмиевых аккумуляторов «Д-0,2», которые заряжаются от сети переменного тока через внешнее зарядное устройство. Один заряд батарей позволяет сделать около 400 снимков в темпе 1—1,5 кадра в секунду. Батареи размещены в нижней части камеры, из-за чего её высота несколько увеличена по сравнению с базовой моделью. Мотор отключаемый, сохранена возможность ручного взвода, но не курком, а цилиндрической головкой. 
Главным неудобством модели стала невозможность оперативной замены источников питания без разборки фотоаппарата. Их можно было только перезаряжать внутри камеры, и в случае недостаточной ёмкости нормальная съёмка оказывалась невозможной. Это усугублялось низким качеством советских аккумуляторов, доступных в гражданском исполнении. Выносных блоков питания также не было предусмотрено. Поэтому, приставные моторы со сменными батареями (например, Nikon F36 тех же лет выпуска) оказались практичнее. Встроенные приводы получили популярность в любительских «зеркалках» позднее, по мере отказа от энергонезависимых механических затворов. Первым после «Зенита-5» фотоаппаратом с несъёмным приводом в 1979 году стала  Konica FS-1 с питанием от сменных «пальчиковых» батареек. В 1964—1968 годах выпущено 11 616 экземпляров «Зенита-5». Габариты с объективом «Вега-3Ц» — 141×84×114 мм, масса — 1180 грамм.

## «Зенит-6»

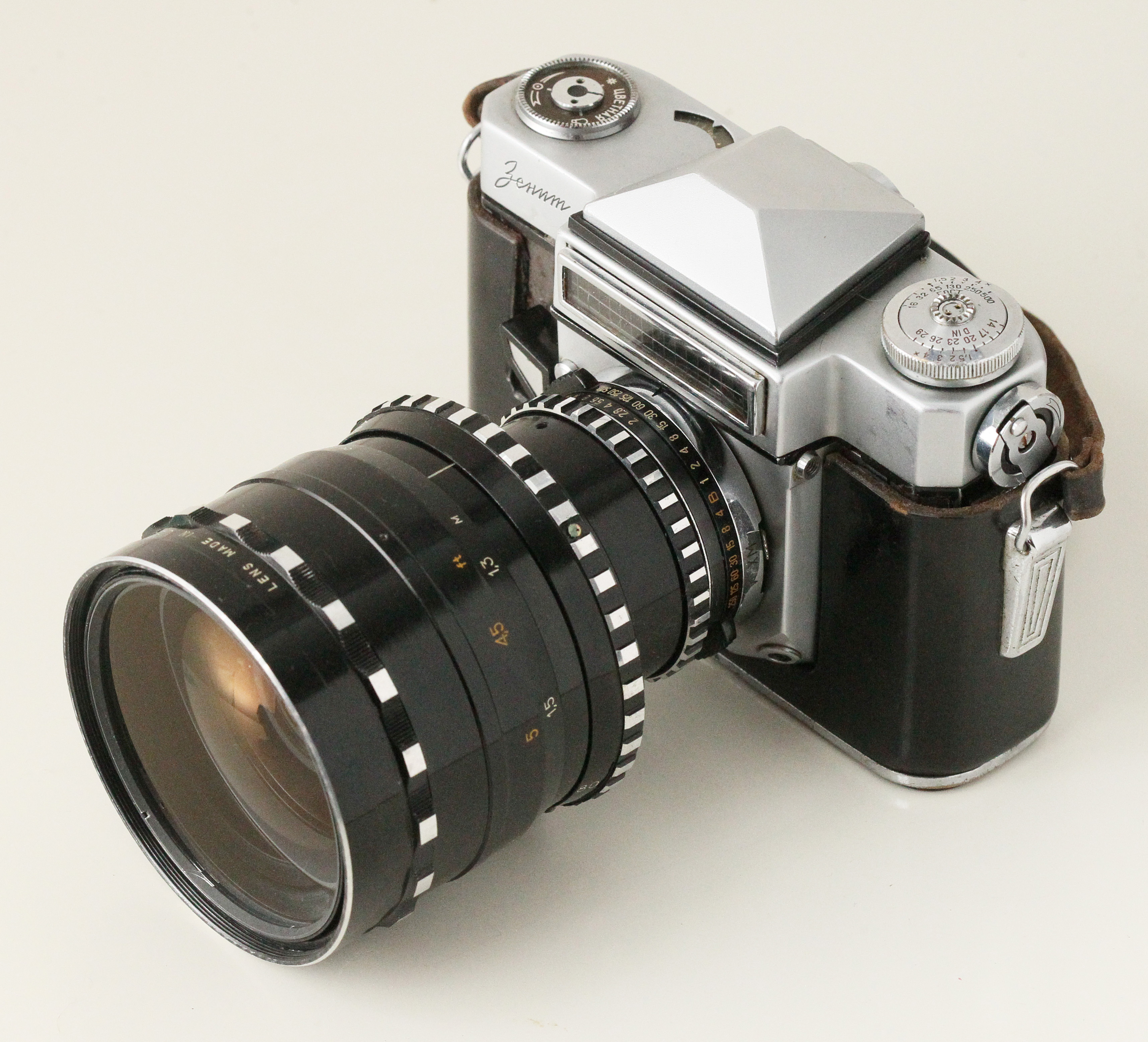
Фотоаппарат «Зенит-6» с зум-объективом «Рубин-1»

От «Зенита-4» отличается только комплектацией: продавался с зум-объективом «Рубин-1Ц» (первый в СССР фотозум) и в специальном футляре-сумке. Объектив спроектирован на основе германского Voigtlander Zoomar, но не является его копией. Оптическая схема и оправа претерпели существенную модернизацию и рассчитаны заново инженерами ГОИ Д. Волосовым и Б. Левитиной. Оба объектива состоят из 14 линз, но в «Рубине» они вместо 5 групп собраны в 11, а диапазон фокусных расстояний незначительно уменьшен.
Из-за очень большого диаметра оправы селеновый фотоэлемент перекрывался объективом и не мог измерять яркость сцены прямо перед камерой, что сильно искажало показания экспонометра. Габариты фотоаппарата с объективом «Рубин-1Ц» — 141×179×104 мм, масса — 1793 грамм. В 1964—1968 годах выпущено 8 930 штук.
В кинокомедии Эльдара Рязанова «Зигзаг удачи» этот фотоаппарат — мечта главного героя, фотографа Орешникова (актёр Евгений Леонов). Он разглядывает в витрине магазина «Зенит-6» с ценником 400 рублей, что по тем временам составляло несколько средних месячных зарплат.

## «Зенит-11»
Прототип «Зенита-4» без экспонометра и с другим узлом обратной перемотки фотоплёнки. Серийно не выпускался, изготовлена только установочная партия. Не путать с серийной моделью «Зенит-11» 1981 года, гибридом «Зенита-TTL» и «Зенита-ЕМ».

## Объективы с байонетом «Ц»
Для фотоаппаратов семейства «Зенит-4» был подготовлен выпуск нескольких сменных объективов.
| Название      | Фокусное расстояние | Светосила | Назначение                                  |
| ------------- | ------------------- | --------- | ------------------------------------------- |
| Мир-1Ц        | 37                  | 2,8       | Широкоугольный объектив                     |
| Гелиос-65Ц    | 52                  | 2,0       | Светосильный нормальный объектив            |
| Юпитер-25Ц    | 85                  | 2,8       | Портретный объектив                         |
| Таир-38Ц      | 133                 | 4,0       | Телеобъектив                                |
| Телетаир-200Ц | 200                 | 5,6       | Телеобъектив                                |
| Рубин-1Ц      | 37~80               | 2,8       | Штатный зум-объектив фотоаппарата «Зенит-6» |

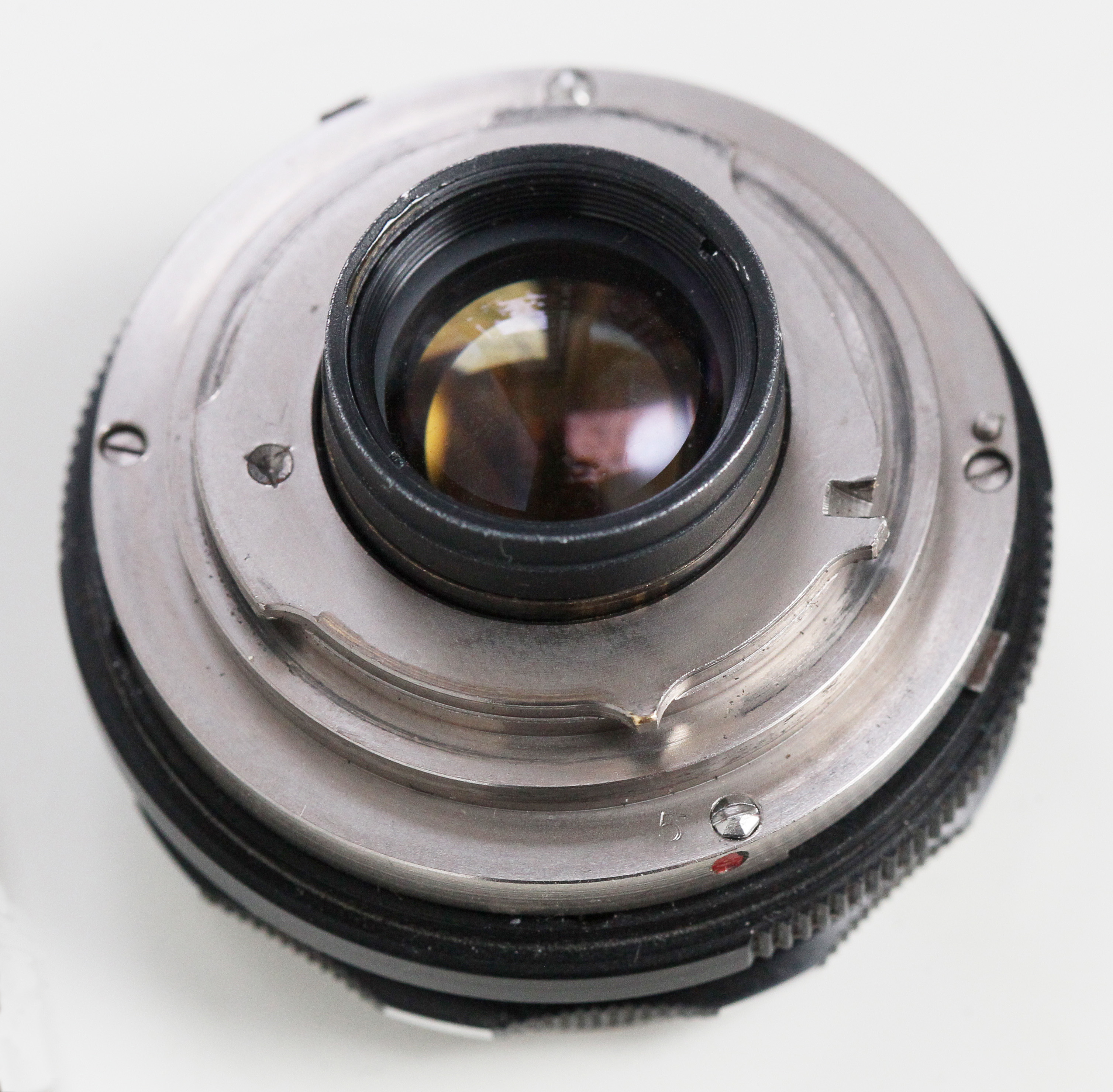
Хвостовик байонета «Ц» штатного объектива «Вега-3»

Фактически, в продаже были доступны лишь два объектива: «Вега-3Ц» и «Рубин-1Ц» в составе штатной комплектации камер. Последний продавался также отдельно в качестве сменного. Остальные типы оптики с таким байонетом выпускались только опытными партиями. Последнее обстоятельство сыграло ключевую роль в низкой популярности фотоаппаратов семейства «Зенит-4». Почти все объективы от других зеркальных «Зенитов» были несовместимы с новыми камерами даже через адаптер из-за неизбежного виньетирования центральным затвором. При этом, адаптеры такого типа в СССР не выпускались.